# اوسگود (تاون‌شیپ)

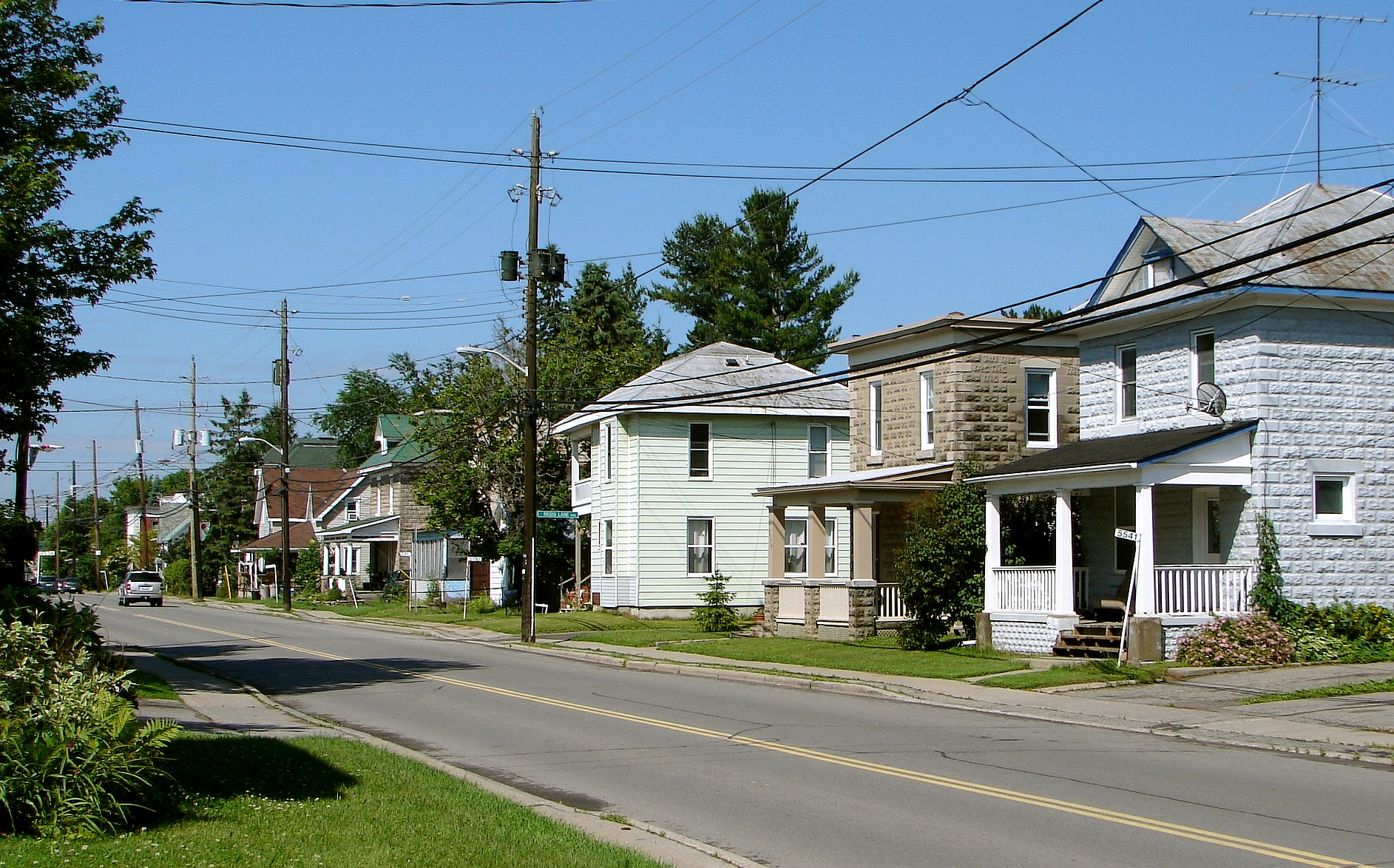
اوسگود

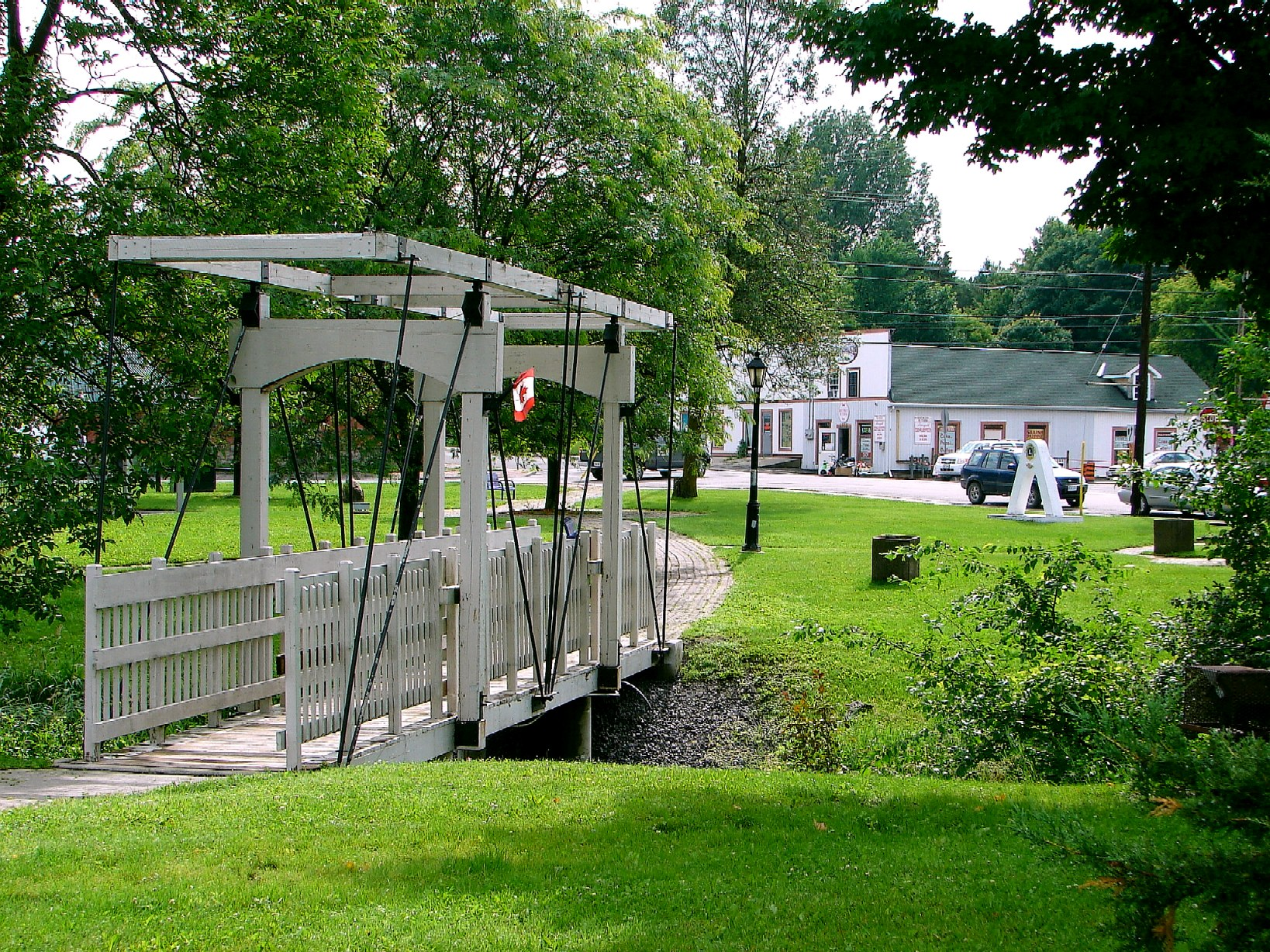
Metcalfe

اوسگود، تاون‌شیپ (انگلیسی: Osgoode Township) یک تاون‌شیپ سابق است که اکنون بخشی از شهر اتاوا، انتاریو، کانادا است. این شهرستان در امتداد رود ریدو در سال ۱۷۹۸ تأسیس شد و در سال ۱۸۵۰ ثبت شد.